# Chatoyancia

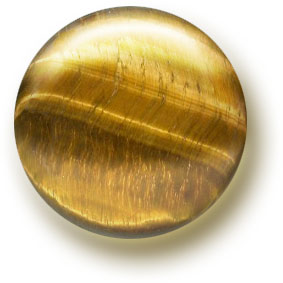
Ojo de tigre

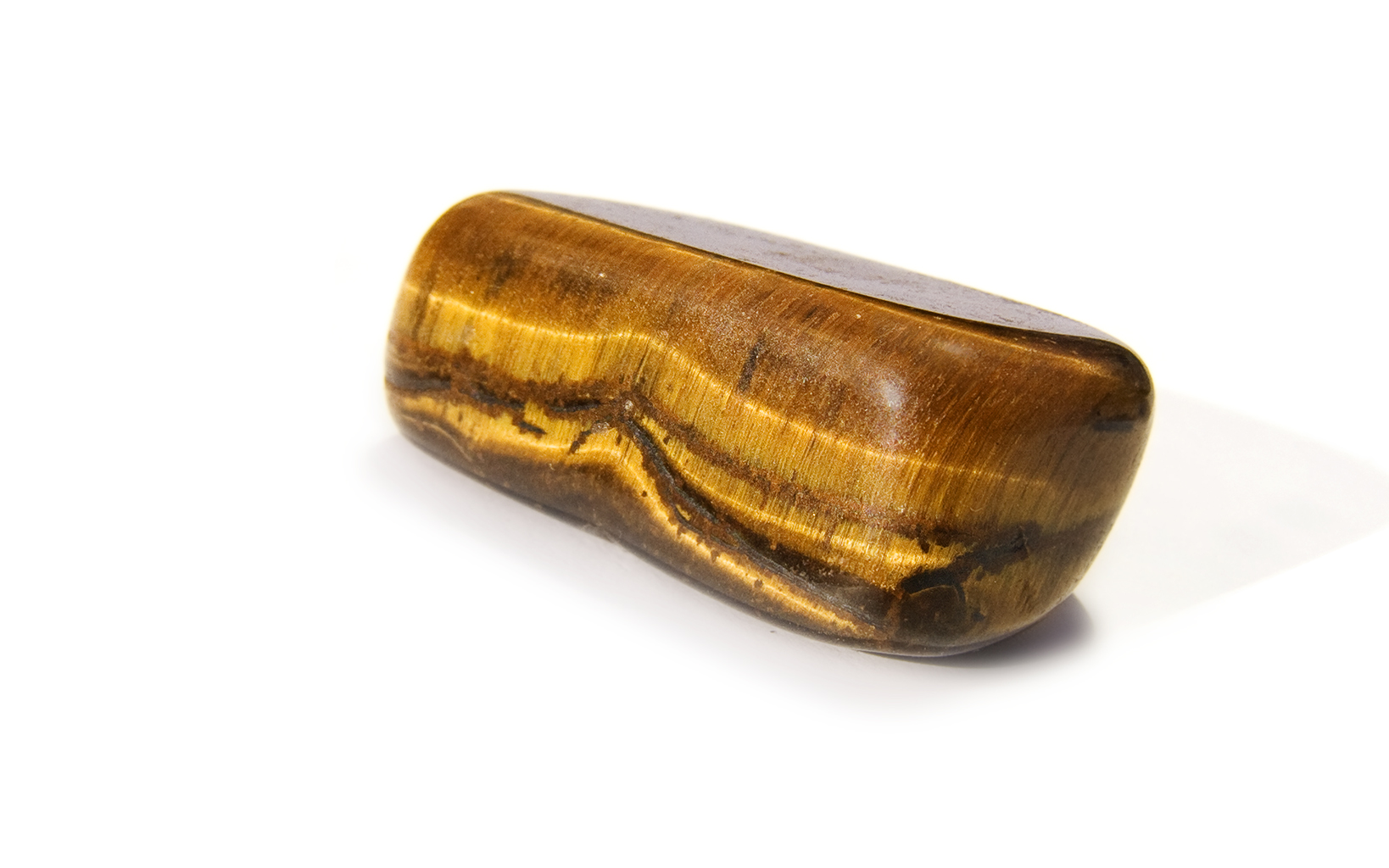
Ojo de tigre

En gemología, la chatoyancia o efecto de ojo de gato, es un efecto de reflectividad óptica que se observa en ciertas piedras preciosas, maderas y fibra de carbono. Acuñado del francés "œil de chat", que significa "ojo de gato", la chatoyancia surge de la estructura fibrosa de un material, como en el cuarzo ojo de tigre, o de inclusiones fibrosas o cavidades dentro de la piedra, como en el crisoberilo ojo de gato.

## Descripción
Los precipitados que causan la chatoyancia en el crisoberilo proceden del rutilo, un mineral compuesto fundamentalmente por dióxido de titanio. Las muestras examinadas no han mostrado indicios de tubos o fibras.[cita requerida] Los precipitados de rutilo se alinean perpendicularmente con respecto al efecto ojo de gato. Se cree que el parámetro de red del rutilo coincide sólo con uno de los tres ejes cristalinos ortorrómbicos del crisoberilo, lo que da lugar a una alineación preferente en esa dirección.

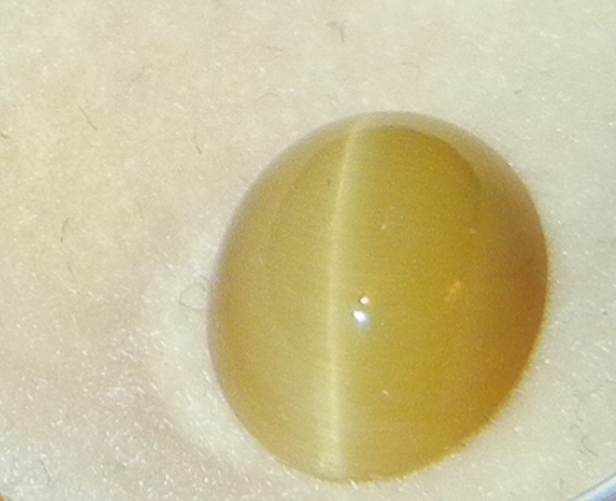
Un cabujón de cuarzo amarillo verdoso que muestra el efecto ojo de gato.

El efecto puede compararse al brillo de una bobina de seda: La raya luminosa de luz reflejada es siempre perpendicular a la dirección de las fibras. Para que una gema muestre mejor este efecto debe estar tallada en cabujón (redondeada con una base plana en lugar de facetada), con las fibras o estructuras fibrosas paralelas a la base de la gema acabada. Los mejores ejemplares muestran una única banda de luz nítidamente definida que se desplaza por la piedra al girarla. Las piedras que presentan una chatoyancia de menor calidad muestran un efecto de bandas, como es típico en las variedades de cuarzo ojo de gato. Las piedras facetadas no muestran bien este efecto.
Las especies de gemas conocidas por este fenómeno incluyen el cuarzo, el crisoberilo, el berilo (especialmente la variedad aguamarina ), la charoita, la turmalina, la labradorita, la selenita, el feldespato, la apatita, la piedra lunar, la tomsonita y la escapolita, entre otras. El cable óptico de vidrio también puede mostrar chatoyancia si se corta correctamente, habiéndose convertido en un material decorativo popular en una variedad de colores vivos.[cita requerida]
El término "ojo de gato", cuando se usa solo como el nombre de una piedra preciosa, se refiere al crisoberilo de ojo de gato.[cita requerida] También se utiliza como adjetivo que indica el fenómeno de la chatoyancia en otra piedra, por ejemplo, aguamarina ojo de gato.

## En carpintería
La chatoyancia en la madera ocurre en varias especies-particularmente en maderas duras y en varios tipos de maderas de Nanmu de China y de Asia Sur-Oriental, especialmente cuando las tensiones del peso del árbol creciente dan lugar a remiendos más densos, o donde las tensiones causan el burl o el ojo de pájaro. Esta "figura", que tiene un sorprendente aspecto tridimensional, es muy apreciada tanto por los artesanos de la madera como por sus clientes, y aparece regularmente en muebles, instrumentos musicales y otros productos decorativos de madera. La figuración adopta diversas formas y se conoce como flameado, lazo, raya de tigre, acolchado, entre otros nombres.
Este efecto se denomina a veces aspecto mojado, ya que al mojar la madera con agua suele aparecer la chatoyancia hasta que la madera se seca. Ciertos acabados hacen que el veteado de esta sea más pronunciado. Los acabados al aceite, el epoxi y la goma laca pueden resaltar notablemente este efecto. Cuando el índice de refracción del acabado es casi igual que el de la madera, en la superficie de esta no se produce dispersión de la luz, lo que proporciona apariencia de profundidad al motivo de la propia madera.

### Medición
Ningún método para medir la chatoyancia de la madera está aceptado unánimemente por la comunidad científica. Se han propuesto algunos métodos, como el denominado PZC, que se ha utilizado para medir los valores típicos de varias especies de madera; a continuación se presentan algunos resultados:
| Madera (nombre común)    | PZC media |
| ------------------------ | --------- |
| Abedul                   | 18.3      |
| Abeto Douglas            | 11.1      |
| Abeto plateado europeo   | 10.0      |
| Acacia negra             | 16.4      |
| Afrormosia               | 14.2      |
| Afzelia                  | 14.1      |
| Álamo                    | 14.7      |
| Alerce                   | 10.9      |
| Aliso rojo               | 16.8      |
| Alnus                    | 15.0      |
| Amargoso                 | 19.1      |
| Arce azucarero           | 16.1      |
| Arce europeo             | 14.2      |
| Bubinga                  | 19.2      |
| Caoba de Honduras        | 21.4      |
| Castaño                  | 14.4      |
| Cedro español            | 21.3      |
| Cedro europeo            | 7.6       |
| Cerejeira                | 14.1      |
| Cerezo dulce             | 15.7      |
| Cerezo negro             | 18.0      |
| Ciprés                   | 9.3       |
| Ciricote                 | 7.0       |
| Cocobolo                 | 9.5       |
| Cordia                   | 11.5      |
| Dumoria                  | 21.0      |
| Ébano                    | 11.3      |
| Etimoé                   | 22.1      |
| Eucalipto                | 13.9      |
| Fresno americano         | 11.5      |
| Fresno europeo           | 12.8      |
| Fresno verde             | 14.9      |
| Granadillo               | 14.3      |
| Guarea                   | 17.2      |
| Haya europea             | 10.6      |
| Hyedua                   | 20.0      |
| Ipé                      | 11.7      |
| Iroko                    | 21.8      |
| Jatobá                   | 17.5      |
| Khaya                    | 23.0      |
| Koa                      | 26.4      |
| Koto                     | 12.5      |
| Laurel blanco            | 13.9      |
| Limba                    | 16.1      |
| Limba negra              | 18.7      |
| Liquidámbar              | 12.6      |
| Mansonia                 | 18.0      |
| Morera                   | 18.2      |
| Movingui                 | 15.3      |
| Naranjo de Luisiana      | 17.0      |
| Nogal africano           | 20.2      |
| Nogal europeo            | 17.5      |
| Nogal negro americano    | 18.6      |
| Obeche                   | 11.1      |
| Ocume                    | 23.6      |
| Olivo                    | 8.3       |
| Olmo                     | 14.5      |
| Padouk                   | 17.4      |
| Palisandro               | 11.2      |
| Palisandro de Madagascar | 11.7      |
| Palisandro de Santos     | 12.5      |
| Palisandro Kingwood      | 14.3      |
| Palo_morado              | 13.7      |
| Peral                    | 10.5      |
| Peteribí morotí          | 11.3      |
| Petiribí                 | 17.4      |
| Pícea                    | 9.3       |
| Pino                     | 10.7      |
| Pouteria                 | 14.4      |
| Roble                    | 12.2      |
| Roble Albar              | 12.6      |
| Roble melojo             | 11.6      |
| Sapeli                   | 20.7      |
| Teca                     | 15.7      |
| Tejo                     | 9.8       |
| Tilo europeo             | 12.2      |
| Tineo                    | 14.7      |
| Tulípero                 | 11.9      |
| Wengué                   | 8.5       |